# جان دي تيفنو

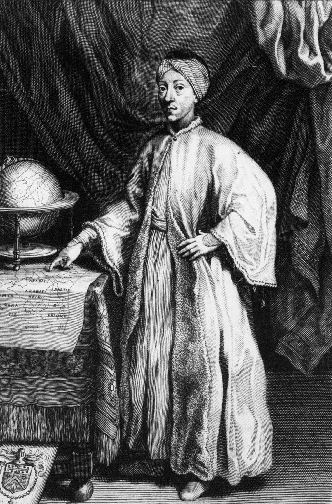
جان دي تيفنو - 1664 م.

جان دي تيفنو (بالفرنسية: Jean de Thévenot) (1633 - 1667 م) هو رحالة فرنسي.
زار الموصل وبغداد في سنة 1664 م.
وقد ترجم بطرس حدّاد مقتطفات من رحلاته إلى العربية. كما صدر في 2013 م «رحلات جان دي تيفينو في الأناضول والعراق والخليج العربي» عن المؤسسة العربية للدراسات والنشر – لبنان، من ترجمة الأكاديمي العراقي أنيس عبد الخالق محمود.